# Ulysse et Oscar
Ulysse et Oscar est une série télévisée jeunesse québécoise animée par André Cailloux et diffusée entre le 1er juin 1964 et le 1er septembre 1972 à la Télévision de Radio-Canada durant la pause estivale de Bobino de la fin juin à la fin septembre.
Participent également à l'émission : Robert Rivard (voix d'Oscar) et selon les saisons, Claude Brabant ou Louiselle Courcy (voix de Hortense).

## Synopsis
Ulysse Laviolette est un explorateur et il raconte ses aventures de voyages. Il est accompagné de son lion Oscar et de sa souris blanche Hortense.
L'émission présentait également des dessins animés.

## Synopsis des épisodes de la saison 1969
Bien que présenté durant la saison estivale, il n'y a aucune description des épisodes pour cette saison.  L'émission était présentée à 10:30.
Source:  Ici Radio-Canada - horaire de la télévision

## Synopsis des épisodes des saisons 1971 et 1972
Bien que présenté durant la saison estivale, il n'y a aucune description des épisodes pour les saisons 1971 et 1972.
La saison 1972 est la dernière saison de la série. L'année suivante, elle sera remplacée par la série Chez Verdurette animée par André Cailloux qui cette fois tiendra le rôle de M. Clapotis.
Source : Ici Radio-Canada - horaire de la télévision